# Al-Monitor
Al-Monitor és un diari digital llançat al febrer de 2012 per Jamal Daniel amb seu a Washington DC. Informa i analitza l'actualitat de l'Orient Mitjà amb continguts originals i traduïts. Està associat amb mitjans de comunicació de les principals agències de notícies dels països a l'Orient Mitjà. Entre els mitjans associats hi ha El Khabar, Al-Masry Al-Youm, Azzaman, Calcalist, Yediot Aharonot, Al-Qabas, An-Nahar, As-Safir, Al-Hayat, Al-Iktissad Wal-Aamal, Habertürk, Milliyet, Radikal, Sabah, Taraf, Al Khaleej, i Al-Tagheer.
El columnista de The Washington Post Mark Fisher defineix Al-Monitor com «una publicació digital inavaluable per seguir l'Orient Mitjà». El gener de 2013, el redactor de The Independent Ian Burrell va definir Al-Monitor com «un lloc web ambiciós que reuneix els comentaris de distingits escriptors de tota la regió». El 2014 l'Institut Internacional de Premsa va atorgar a Al-Monitor del Premi Pioner dels Mitjans Lliures afirmant que els seus «reportatges i anàlisi únics exemplifiquen el paper inestimable que els mitjans de comunicació innovadors i vigorosament independents poden jugar en temps de canvi i convulsió».
Alguns comentaristes han al·legat que Al-Monitor segueix l'agenda dels governs de l'Iran i Síria i de Hesbol·là. El 2011, el fundador d'Al-Monitor Jamal Daniel va comprar el 20% d'As-safir, descrit per The New York Times com una «diari libanès pro-Assad». S'afirma que el mateix Daniel ha estat amic proper del ministre d'exteriors siri Walid al-Moallem quan era l'enviat de Síria als EUA.